# Nedre nakkeled
Det nedre nakkeled er et ægte led, kombineret drejeled imellem axis (C02) og atlas (C01). Den består af tre ledhuler, af to forskellige ledtyper: ét tapled og to glideled.

## Struktur

### Tapleddet
Tapleddet er dannet imellem dens axis, et tapformet knoglefremspring på oversiden af axis' corpus vertebrae, samt fovea dentis, en lille impression på bagsiden af arcus anterior atlantis. Tappen bliver holdt stramt ind mod fovea dentis af et kraftigt sæt bindevævsstrøj: ligamentum cruciforme atlantis. Det korsformede bindevævsnet dannes af to individuelle ligamenter:
- Ligamentum transversum atlantis, som danner det kraftigste strøj fra lateraltsiderne af atlas' inderkant, henover dens axis for at holde den stramt imod fovea dentis.
- Fasciculi longitudinales, som forløber lodret henover dens axis. Den er tilhæftet axis omkring endepunktet af ligamentum longitudinale posterius inferiort, samt foramen magnum superiort.

Ligamentum cruciforme støttes af yderligere to ligamenter:
- Ligamentum alare, to tykke strøj der afgår fra spidsen af dens axis og hæfter sig til medialsiderne af condyli occipitales.
- Ligamentum apicis dentis, et tyndt strøj der også afgår fra spidsen af dens axis og tilhæfter sig til forsiden af foramen magnum.

Alle ligamenterne nævnt her er indad mod rygmarven dækket af membrana tectoria, som er endedelen af ligamentum longitudinale posterius. Membrana tectoria er yderligere adskilt fra rygmarven af rygmarvshinden, bestående af dura mater.
Tapleddet har i øvrigt to ledhuler, ét dorsalt og ét anteriort.

### Glideleddet
Udover tapleddet er der også et mere typiskt rygsøjleled i det nedre nakkeled, i form af glideleddet imellem axis' processus articularis superior og atlas' processus articularis inferior. Leden er forsynet med en ledkapsel og forstærkes og bevæger sig ens med øvrige articulatio zygapophysiales.

## Bevægelse
Det nedre nakkeled er et rotationsled. Under rotation (rysten) af hovedet, glider de to flader af glideleddet henover hinanden rundt om dens axis' akse. Leddets bevægelse er næsten altid koblet med lignende bevægelser i resten af den øvre rygsøjle og endda resten af rygsøjlen hvis rotationen er ekstensiv nok.

## Klinisk relevans
Dens axis holdens normalt enormt godt på plads, men fejler bindevævsapparatet i form af en bristelse af ligamentum transversum atlantis vil tappen presse indad mod rygmarven og knuse denne og der ville fremgå øjeblikkelig død.
Dette forekommer hovedsageligt i form af sværdt piskesmæld, oftest i traffikulykker.